# Salar de los Canos
El espacio natural denominado Salar de los Canos es un humedal costero situado en el municipio de Vera, provincia de Almería, Andalucía, España.

## Localización y extensión
Se encuentra al final de la Rambla del Algarrobo, una cuenca de unas 2007,90 ha. Seis subcuencas vierten en Los Canos, con unas 740,08 ha. Estas ramblas aportan aguas subálveas al paraje, aguas que se acumulan también gracias a la carretera que lo bordea por el sur. La cubeta del Salar de los Canos ocupa una extensión de unas 57,383 hectáreas.

## Descripción general
- Suelo: Lo constituyen materiales muy recientes, últimos 6000 años, como son arenas, limos, arcillas y gravas, aportados por la acción litoral o deriva.
- Hidrografía: Dentro del Plan Hidrológico Nacional queda incluida en la subcuenca del Almanzora, sobre la masa de agua subterránea Cubeta de Ballabona-Sierra Lisbona-Río Antas, de carácter detrítico.[1][2]

## Clima
Se encuentra en una zona de clima Mediterráneo subdesértico, con alta insolación y temperatura, fuerte evaporación y escasas lluvias. La temperatura media anual está en los 18 °C y las precipitaciones medias anuales en los 300 mm. Las lluvias suelen presentarse de forma torrencial. Humedal de bioclima Xérico Oceánico, termotipo termomediterráneo y ombrotipo semiárido.

## Flora y fauna
La comunidad vegetal dominante está compuesta por saladares (Arthrocnemum macrostachyum, Sarcocornia perennis y varias especies de Limonium), juncadales (Juncus sp) y otras plantas adaptadas a las zonas, dentro del hábitat, con menor salinidad como carrizales (Phragmites australis) y tarayales (Tamarix sp).
En el saladar pueden encontrarse anfibios (como el sapo corredor o Bufo calamita), reptiles (como la tortuga mora o testudo graeca), mamíferos (como la comadreja o Mustela nivalis) y, muy especialmente, aves (como la cerceta pardilla, la malvasía cabeciblanca o la garcilla cangrejera), que singularizan este paraje:
- Aves asociadas a matorrales halófilos y vegetación palustre: invernantes, estivales, sedentarias y migratorias de paso.
- Aves asociadas a la lámina de agua: Invernantes, migratorias de paso, nidificantes estivales y sedentarias.
- Aves de Interés Comunitario de Conservación incluidas en el Anexo I de la Directiva Aves -Directiva 79/409/CEE del Consejo, de 2 de abril de 1979, relativa a la conservación de las aves silvestres; DOCE, L 103, de 25 de abril de 1979).
- Especies incluidas en el Libro Rojo de los Vertebrados Amenazados de Andalucía.[1][3]

Se han catalogado más de 150 especies, 15 incluidas en el Libro Rojo de las especies amenazadas en España.

## Figuras de protección medioambiental
El salar no está incluido en la RENPA. Hasta comienzos del año 2021, el Salar de los Canos no goza de protección legal alguna.

## Conservación
Alterado. Su principal amenaza es de carácter urbanístico. Le siguen el paso de personas y vehículos, la práctica del motocross. Parece necesario su inclusión en el Inventario abierto de Humedales de Andalucía, dentro del Plan Andaluz de Humedales.

## Historia
La Consejería de Medio Ambiente de la Junta de Andalucía no consideró incluir el Salar de los Canos en algún tipo de protección legal en 2007 porque “no se cumplen los criterios establecidos en el Decreto 98/2004 para su inclusión en el Inventario de Humedales de Andalucía”, además de ser “un terreno calificado como urbanizable”. La Delegación Provincial de Medio Ambiente solicitó la calificación del terreno como no urbanizable, “en virtud de las comunidades vegetales y de animales que se dan cita en el espacio”. Actualmente sigue estando catalogado como un terreno urbanizable.
Aunque el Salar de los Canos parece reunir los requisitos para ser incluido en el Inventario de Humedales Andaluces, ha sido tradicionalmente ignorado por la Administración. Grupos ecologistas denunciaron su situación en diversas ocasiones y en 2009 solicitaron formalmente su inclusión en el Inventario, o incluso su catalogación como ZEC o Reserva Natural, solicitud que fue apoyada por la Delegación de Medio Ambiente de Almería.
En 2020 la Consejería abrió el trámite de información pública que debe llevar a su inclusión en el Inventario de Humedales de Andalucía. Así había sido aprobado en 2018 por el Comité Andaluz de Humedales. El humedal está incluido en las labores de seguimiento del Plan de Recuperación y Conservación de Aves de Humedales.
A esta propuesta se presentaron a finales de 2020 una serie de alegaciones referentes a la protección de una zona de amortiguación al norte de la lámina de agua. Estas alegaciones han sido desestimadas.
Por Resolución de 6 de mayo de 2021, de la Dirección General de Medio Natural, Biodiversidad y Espacios Protegidos, se incluye en el Inventario de Humedales de Andalucía la zona húmeda denominada Salar de los Canos
propuesta por el Comité Andaluz de Humedales.
La Plataforma Salvemos el Salar de los Canos y el Territorio recibió el premio Hierbabuena 2021 por su defensa del humedal costero. El premio fue concedido por Ecologistas en Acción de Almería, dentro de los actos por el Día Mundial del Medio Ambiente.
Dieciséis entidades interesadas en el medio ambiente y en la protección de este humedal se agruparon en junio de 2021 para pedir al Ayuntamiento de Vera y a la Junta de Andalucía un compromiso real y efectivo en favor de la protección del Salar de Los Canos. Se ha solicitado a las administraciones públicas su inclusión como suelo no urbanizable de protección especial por su interés paisajístico y medio ambiental, así como su declaración como paraje natural y su inclusión en la Red Natura 2000. Han solicitado que en el cartografiado del enclave amparado se incluya su loma central sobre la que planean intenciones de urbanización.